# Кониоло
Конио̀ло (на италиански: Coniolo; на пиемонтски: Conieu, Кониеу) е село и община в Северна Италия, провинция Алесандрия, регион Пиемонт. Разположено е на 252 m надморска височина. Населението на общината е 467 души (към 2010 г.).